# Magnús Scheving
Magnús Örn Eyjólfsson  Scheving (Borgarnes, 10 de noviembre de 1964) es un ex actor, productor, empresario, escritor y gimnasta islandés, conocido por ser el creador, director y guionista de la serie LazyTown, e interpretar al protagonista Sportacus.

## Biografía
Magnús Scheving nació el 10 de noviembre de 1964 hijo de Þórveig Hjartardóttir y Eyjólfur Magnússon Scheving. Su abuelo paterno Magnús era danés. Creció en la pequeña ciudad de Borgarnes en Islandia. A los 15 años tuvo su primer trabajo como mensajero de intercambio telefónico para Borgarnes. 
Cuando tenía 20 años, hizo una apuesta con un amigo, Fjölnir Þorgeirsson, de que cada uno podía dominar un deporte que el otro eligiera del que no sabía nada en tres años. Magnús eligió el billar para Fjölnir y Fjölnir eligió aeróbicos para Magnús. Así como Magnús se convirtió en campeón de aeróbic, Fjölnir se convirtió en campeón islandés de billar. Tiene una hermana mayor y un hermano menor.

## Carrera profesional
En 1992, Magnús se convirtió en el campeón individual masculino de Islandia en gimnasia aeróbica. En 1993, se convirtió en el campeón escandinavo, y fue el campeón de Europa dos veces, en 1994 y 1995. Fue elegido Atleta del Año en Islandia en 1994. Además de su carrera deportiva, Magnús se convirtió en un conocido y buscado orador público y motivador en todo el mundo. También entre 1991 y 1993 organizó su propio programa de chat en Islandia, con un formato en el que los padres podían acudir y hacerle preguntas sobre cómo criar hijos sanos.
En 1995, publicó un libro para niños llamado Áfram Latibær (¡Vamos LazyTown!), que puede considerarse como el primer trabajo de la franquicia LazyTown. Durante este tiempo, también estaba ejecutando un negocio de la carpintería, que le dio el dinero para viajar por el mundo. También fue profesor de fitness para adolescentes en una escuela local, habiendo obtenido un título en ciencias del deporte en la Universidad de Islandia.

## LazyTown

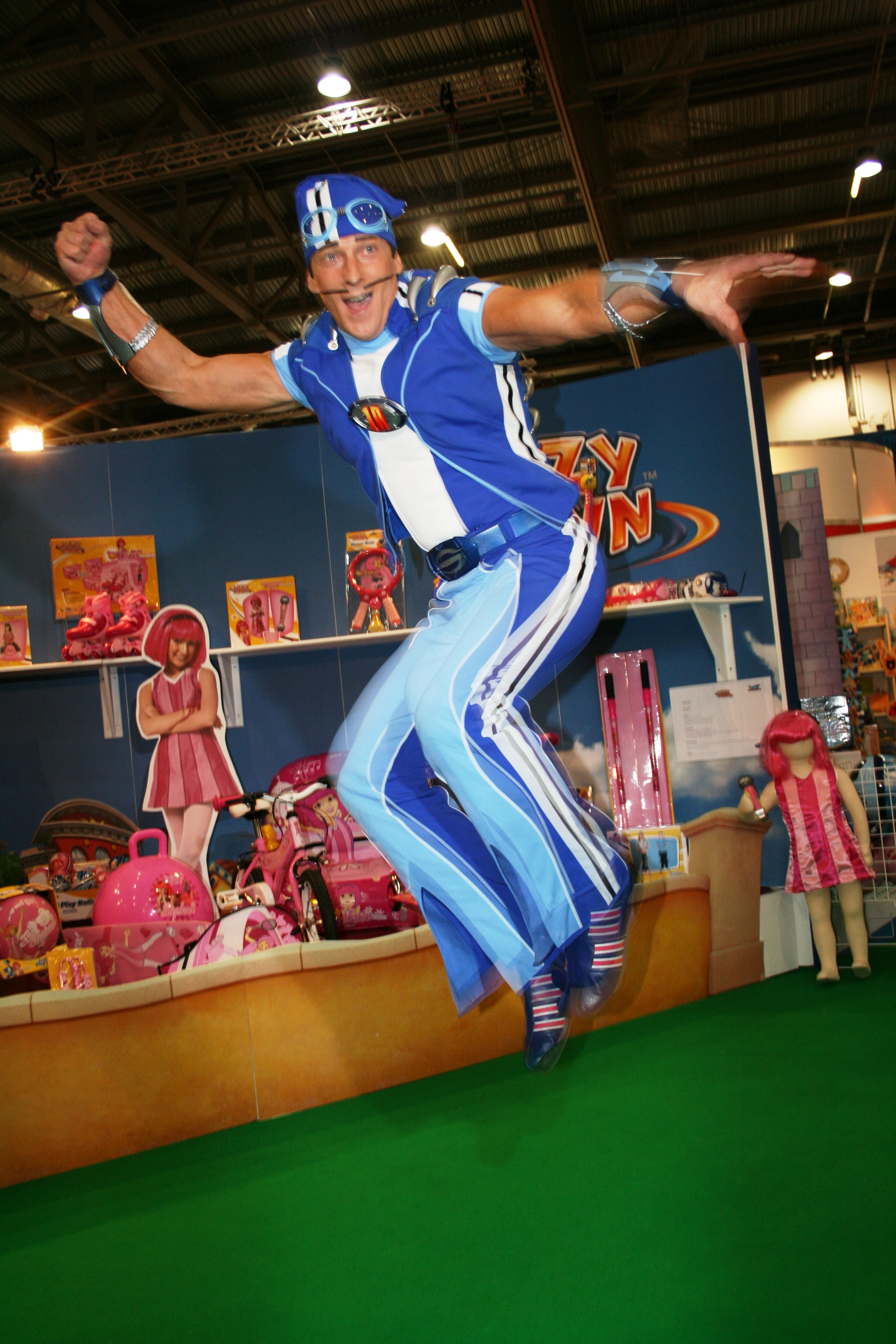
Scheving como Sportacus.

En la década de 1990, durante su trabajo como orador público, Magnús notó una ausencia en el modo de estilo de vida saludable en los niños. Fue durante este período que comenzó a competir en competición aeróbica tanto a nivel nacional como internacional. En 1995, publicó Áfram Latibær, un libro para niños que explica la importancia de un estilo de vida saludable. El libro fue un best seller y posteriormente fue adaptado a una obra de teatro del mismo nombre dirigida por Baltasar Kormákur. Aquí, fue la primera aparición del personaje Sportacus, interpretado por Scheving. El espectáculo estuvo de gira por Islandia entre 1996 y 1997 y convirtió a LazyTown en un nombre familiar en todo el país. Era inmensamente popular entre los niños y, por lo tanto, se escribió una secuela, Glanni Glæpur Í Latabæ, que fue la primera aparición del personaje de Robbie Rotten, interpretado por Stefán Karl Stefánsson.
La serie televisiva de LazyTown (Latibær en Islandia) fue encargada por Nickelodeon en mayo de 2003 y el primer episodio se emitió en Nick Jr. el 16 de agosto de 2004. Magnús fue creador, director y guionista de la serie, donde siguió interpretando al superhéroe protagonista Sportacus (conocido como Íþróttaálfurinn en islandés) durante las 4 temporadas del programa (2004-2007 y 2013-2014).
Magnús es el CEO, creador y cofundador de LazyTown Entertainment. Esta empresa, además de producir la serie, produce libros, videos, juegos y artículos deportivos para ayudar a promover la aptitud física y un estilo de vida saludable para los niños. En 2006, Magnús recibió un Lifetime Achievement Award en las ceremonias del Islandic Edda Award por su trabajo como fundador y creador de la franquicia LazyTown. El presidente de Islandia Ólafur Ragnar Grímsson, le entregó el premio. Gracias a Lazy Town se le dio el premio Guinness al protagonista con más dinero invertido en una serie infantil, en el puesto 7, con 249 millones de euros.[cita requerida] LazyTown ha sido vendida a más de 109 países en todo el mundo y se presenta en 18 idiomas.
En 2012 participó como rostro de la campaña chilena del Gobierno de Chile "Elige Vivir Sano", para promover los ejercicios y la buena alimentación hacia los niños en Chile; lo llevó a cabo vestido de su personaje de Lazy Town.

## Carrera después deLazyTown
Después de que LazyTown Entertainment fuera comprada por Turner Broadcasting a mediados de 2011, Magnús anunció que dejaría el papel de Sportacus a finales de 2014 (después del final de la serie de televisión), pasándolo a Dýri Kristjánsson, quien interpretó a Sportacus en todos los shows en vivo posteriores. También anunció a finales de 2014 que dejaría su puesto como director ejecutivo de LazyTown Entertainment.
Desde mediados de 2016, junto con su socia, Hrefna Björk Sverrisdóttir, es propietario y administrador del restaurante ROK, un restaurante escandinavo / de mariscos en Reikiavik.

## Vida personal
Magnús estuvo casado con Ragnheiður Melsteð durante 24 años. La pareja se divorció en 2014. Magnús y Ragnheiður tuvieron una hija y un hijo. Magnús también tiene una hija con su expareja Halldóra Blöndall. En 2017, Magnús se casó con Hrefna Björk Sverrisdóttir.

## Filmografía

### Series de televisión
- 2004-2007, 2013-2014: LazyTown (personaje Sportacus y doblaje al islandés)
- 2005: The Paul O' Grady Show
- 2008: LazyTown Extra

### Cine
- 2010: The Spy Next Door como Anton Poldark